# Gamadiel García
Gamadiel Adrián García Sánchez (Santiago, 20 luglio 1979) è un ex calciatore cileno, di ruolo Centrocampista.